# 王錫縉
王錫縉，四川威遠縣人，清朝官員。廩貢出身。

## 生平
乾隆二十年（1755年）擔任台灣府淡水撫民同知。乾隆二十二年（1757年）攝彰化縣知縣事。王錫縉亦為淡水同知官署遷至竹塹之首任主官。